# ギオルギ・アラビーゼ
ギオルギ・アラビーゼ（英語: Giorgi Arabidze、グルジア語: გიორგი არაბიძე、1998年3月4日 - ）は、グルジア (現国名：ジョージア)・ヴァニ出身のジョージア代表サッカー選手。ポジションはフォワード（FW）。

## 経歴
2005年、7歳の時FCロコモティヴィ・トビリシのユースチームに加入
。2015年、ウクライナのFCシャフタール・ドネツクに移籍した 。
2018年7月3日、ポルトガルのCDナシオナルに4年契約で移籍した。
2022年1月25日、FCトルペド・クタイシに移籍した。

## 代表歴
ジョージア代表として各年代でプレーした。